# Образование в Латвии
Образование в Латвии подразделяется на основное, среднее и высшее. 
Обязательным является только основное образование (до 9 класса). 
Государство обеспечивает среднее полное и вузовское образование в рамках количества мест в средних школах и государственных вузах.
- Основное образование: в 1-й класс принимаются дети от 6 до 8 лет, оно рассчитано на 9 лет, затем по выбору школьное образование можно продолжить до 12 лет[1].
- В среднем образовании существует два вида программ: общая средняя (её задача — подготовить к дальнейшей учебе и рассчитана на 3 года) и профессиональная средняя образовательная программа (ориентирована на получение профессиональной квалификации).

В системе образования Латвии реализована система централизованных экзаменов.

## Уровень образования
По состоянию на 2011 год, 23 % населения в возрасте 15 лет и выше имели высшее образование.
По результаты исследования Организации экономического сотрудничества и развития (ОСЭР) PISA-2018 (было протестировали около 600 тыс. 15-летних школьников в 79 странах) Латвия заняла 24-е место (первое — Эстония; при этом, Эстония и Латвия вложили в начальное и среднее обучение одинаковые суммы).

## Язык образования

Использование русского языка в школах нацменьшинств Латвии

Поправками к законам «Об образовании», «О всеобщем образовании», «О вузах» 2018 года обучение на всех этапах переведено на латышский язык не только в государственных и муниципальных, но и в частных учебных заведениях, включая вузы. Языки нацменьшинств преподаются в рамках единой программы, но с модулем для нацменьшинств, который предусматривает освоение не менее 50 % учебного материала на латышском языке в 1-6 классах, не менее 80 % в 7-9 классах и 100 % в средней школе, сохраняя в последнем случае возможность изучения предметов, связанных с родным языком и культурой.
По информации МИД Латвии 2018 года, образование в Латвии доступно на семи языках национальных меньшинств: русском, белорусском, польском, украинском, литовском, эстонском и иврите. В 2017/2018 учебном году в основных школах с модулем преподавания для национальных меньшинств обучались 49 380 детей (27,9 % от общего числа 176 675) и в средних школах с таким же модулем — 9271 ученик (25,3 % из общего числа 36 693).
Борис Цилевич, глава подкомитета ПАСЕ по меньшинствам, заметил в 2006 году, что, кроме русских и польских школ, остальные школы меньшинств предоставляли образование либо на латышском, либо на русском, а язык и культура соответствующего меньшинства преподавались как предметы. Латвийская ассоциация в поддержку школ с образованием на русском языке в 2008 году также указывала, что лишь два языка меньшинств — русский и польский — можно рассматривать как языки обучения.
Изменения в законах «Об образовании», «О всеобщем образовании», «О вузах» 2018 года предусматривают, что латышский язык к 2021-22 учебному году станет единственным языком обучения в средней школе и вузе, а в основной школе доля преподавания на нем возрастет до 50 % в начальных классах и 80 % в 7-9 классах. Однако реально в школах с модулем преподавания для нацменьшинств уже с 1 класса практически все предметы преподаются не на русском, а на латышском языке, о чем сообщило Министерство образования в ответе на вопрос депутатов Сейма от партии «Согласие» 14 декабря 2017 года.
23 апреля 2024 года правительство Латвии утвердило изменения в правилах о стандарте основного образования, согласно которым в основной школе с 2026/27 учебного года начнётся постепенный отказ от преподавания русского как второго иностранного языка. В начале 2024 года русский язык в качестве второго иностранного изучают почти в половине латвийских школ. Правила изменены с целью ввести в школах вместо русского какой-либо из официальных языков Евросоюза либо Европейской экономической зоны (ЕЭЗ) или же иностранный язык, изучение которого регулируется заключенными межправительственными договорами в сфере образования. Русский не является ни одним из таких языков.
После самой кровопролитной войны, развязанной Россией в этом столетии, геноцида украинского народа, русский язык как обязательный вариант второго иностранного языка неприемлем для значительной части латвийского обществаминистр образования и науки Латвии Анда Чакша

## Экспорт и импорт образования
Согласно данным ЮНЕСКО за 2014 год, 6284 латвийских студента обучались за рубежом (главным образом, в Великобритании, Дании и Германии); в Латвии училось 4477 иностранных студентов (в основном из Германии, России и Узбекистана). По данным Министерства образования и науки, на 2014/2015 г. в Латвии учились 2844 зарубежных студента.